# Yucca carnerosana
La palma samadoca (Yucca carnerosana) es una especie de planta fanerógama perteneciente a la familia de las asparagáceas. Yucca carnerosana fue descrita por (Trel.) McKelvey y publicado en Yuccas of the Southwestern United States 1: 24. 1938. Yucca: nombre genérico que fue nombrado por Carlos Linneo y que deriva por error de la palabra taína: yuca (escrita con una sola "c"). carnerosana: epíteto

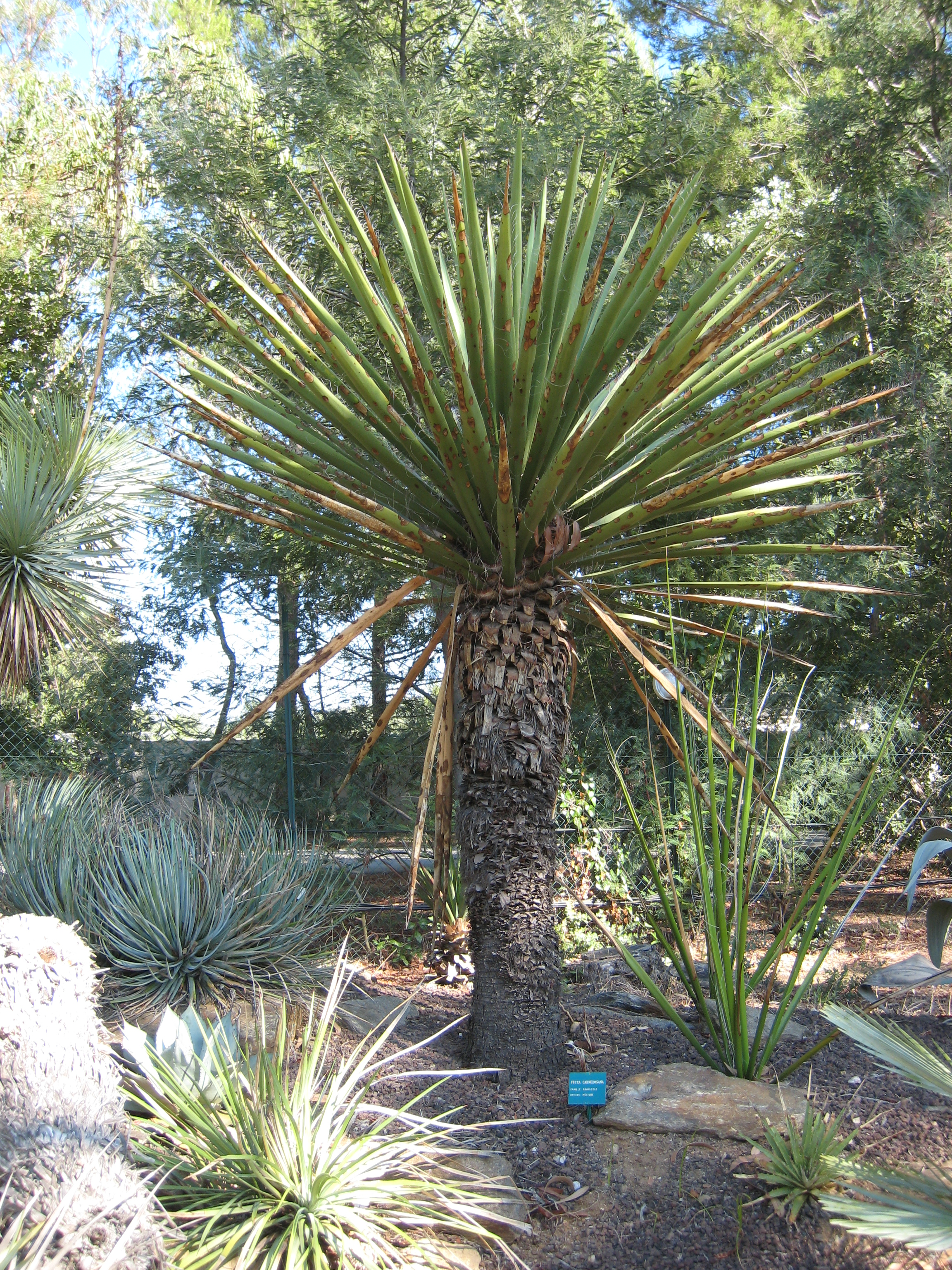
Vista de la planta

## Clasificación y descripción
Planta perenne, de crecimiento muy lento y de porte arbustivo cuya altura promedio es de 3 m, aunque algunos individuos alcanza hasta los 10 m. Tronco grueso y escamoso con diámetro de 15 a 40 cm; raras veces se ramifica en la parte superior. Hojas de color verde azulado, de 50-100 cm de largo x 5-7.5 cm de ancho, son rígidas, se agrupan en el extremo del tallo, y terminan en punta con una fuerte espina. Las hojas forman densas cabezuelas o rosetas consistentes y simétricas con un diámetro proporcional a su altura. El tallo floral crece en la parte central de la roseta,  sobresale por completo del follaje. El tallo foral se ramifica presentado de 15 a 30 pedicelos con brácteas blancas. Flores campanuladas o globosas con 6 tépalos (3 pétalos y 3 sépalos). Estambres libres y se insertan en la base de los segmentos.  Flor perfumada de color blanco. Fruto indehiscente (abayado) carnoso de 5-7.5 cm de largo x 4 cm de diámetro. Semillas gruesas y planas semirredondas de color negro de 7 a 10 mm de diámetro.

## Distribución
En los Estados Unidos, es una planta rara, localizada conocida sólo en el condado de Brewster en el oeste de Texas. La especie está, sin embargo, ampliamente distribuida en el norte de México (Coahuila, Durango, Zacatecas, Nuevo León, San Luis Potosí y Tamaulipas). También se cultiva en Europa y en muchos otros lugares.

## Ambiente
Esta planta es típica del matorral desértico rosetófito-Izotal. Las poblaciones naturales se desarrollan en terrenos aluviales de sierras calizas, encontrándose en laderas, cerros, lomeríos de suelos someros bien drenados.  Se distribuyen en un rango altitudinal de 1,000 a 2,200 m s. n. m. En las partes menos altas puede estar mezclada con Yucca filifera, formando parte del matorral desértico rosetófilo y microfilo; en elevaciones mayores, se intercalan algunos individuos con el bosque de Pinus-Quercus.

## Estado de conservación
Es una planta cuyo aprovechamiento son los cogollos para la extracción de ixtle, solo se encuentra en estado silvestre y no ha sido cultivada, la extracción de esta ha disminuido debido a la competencia con fibras sintéticas y otros textiles de importación, cuyos precios son más bajos.  Esta especie no se encuentra bajo algún criterio de protección de acuerdo a la Norma 059- ECOL-2010 de la SEMARNAT en México.

## Ecología
Yucca carnerosana se encuentra en el desierto de Chihuahua en México y en las regiones montañosas de Texas, se distribuye a una altitud de 2.200 metros. Este tipo, a menudo, crece asociado con Yucca torreyi, Yucca rostrata y Yucca filifera.